# Bruce J. Berne
Bruce J. Berne (* 8. März 1940 in New York City) ist ein US-amerikanischer Chemiker (Theoretische Chemie, Statistische Mechanik, Computersimulation, Biophysikalische Chemie).
Berne studierte am Brooklyn College mit dem Bachelor-Abschluss in Chemie 1961 und wurde 1964 an der University of Chicago bei Stuart A. Rice in Physikalischer Chemie (Chemical Physics) promoviert. Als Post-Doktorand und NATO Fellow war er 1965 bei Ilya Prigogine an der Freien Universität Brüssel. Ab 1966 war er Assistant Professor an der Columbia University, an der er 1969 Associate Professor und 1972 Professor wurde.
Er befasst sich mit der Entwicklung der Computersimulation von Molekülen (molekulare Dynamik, Quanten-Monte-Carlo-Verfahren) mit Berücksichtigung von deren biologischer Aktivität und der Simulation von Flüssigkeiten auf molekularer Ebene. Er zeigte, wie man in der Nicht-Markov-Dynamik von Flüssigkeiten Gedächtnisfunktionen benutzt. Um 1967 entwickelte er mit seinem Studenten George Harp einige der ersten Molekulardynamik-Simulationen von Flüssigkeiten (zweiatomige Flüssigkeiten und Zeitabhängigkeit der molekularen Reorientierung der Moleküle). Er befasste sich mit Zeitkorrelationen, Gedächtnisfunktionen, Lichtstreuung, Theorie der Quantenflüssigkeiten, hydrophoben Effekten und polarisierbare Kraftfelder für Wasser und komplexe Moleküle. In jüngster Zeit befasst er sich mit der Biophysik von Proteinen und der Protein-Liganden-Bindung.
1995 erhielt er den American Chemical Society Award in Theoretical Chemistry, 2001 den Joseph O. Hirschfelder Prize und für 2017 erhielt er den Peter Debye Award. 2009 erhielt er die Mulliken Medal der Universität Chicago und 2002 den Joel Henry Hildebrand Award in theoretischer und experimenteller Chemie von Flüssigkeiten der ACS. Er ist Fellow der American Physical Society, der American Chemical Society, der National Academy of Sciences, der American Academy of Arts and Sciences und der American Association for the Advancement of Science. Von 1967 bis 1970 war er Sloan Research Fellow und 1972 Guggenheim Fellow. 1972/73 sowie von 1978 bis 1980 war er Gastprofessor an der Universität Tel Aviv. 1994 war er Miller Research Professor in Berkeley. 2005 und 2008 erhielt er einen IBM Research Achievement Award.
Er war Sackler Distinguished Lecturer an der Universität Tel Aviv und erhielt einen Humboldt-Forschungspreis, mit dem er 1992 an der Universität Augsburg war. 1988/89 stand er dem Subkomitee Theoretische Chemie der ACS vor. 

## Schriften (Auswahl)
Bücher:
- mit Robert Pecora: Dynamic Light Scattering : With Applications to Chemistry, Biology, and Physics, Wiley 1976, Dover 2013
- Herausgeber mit Giovanni Ciccotti, David F. Coker: Classical and Quantum Dynamics in Condensed Phase Simulations, World Scientific, 1998

Aufsätze:
- mit Harp: Linear- and Angular-Momentum Autocorrelation Functions in Diatomic Liquids, J. Chem. Phys., Band 49, 1968, S. 1249
- mit Pechukas, Harp:  Molecular Reorientation in Liquids and Gases, J. Chem. Phys., Band 49, 1968, S.  3125
- mit Harp: Time-Correlation Functions, Memory Functions and Molecular Dynamics, Phys. Rev. A, Band 2, 1970, S. 975–996
- mit Dieter Förster:  Topics in Time Dependent Statistical Mechanics, Ann. Rev. of Phys. Chem., Band 22, 1971, S.  563
- Time Correlation Functions in Condensed Media, in: H. Eyring, D. Henderson, W. Jost (Hrsg.), Physical Chemistry, Vol. VIII B, Academic Press 1971
- mit Philip Pechukas: Gaussian model potentials for molecular interactions, Journal of Chemical Physics, Band 56, 1972, S. 4213–4216
- mit C. Pangali, M. Rao: A Monte Carlo simulation of the hydrophobic interaction, Journal of Chemical Physics, Band 71, 1979, S. 2975–2981
- mit J. G. Gay: Modification of the overlap potential to mimic a linear site–site potential, Journal of Chemical Physics, Band 74, 1981, S. 3316–3319
- mit M. F. Herman, E. J. Bruskin: On path integral Monte Carlo simulations, Journal of Chemical Physics, Band 76, 1982, S. 5150–5155
- mit D. Thirumalai: On the simulation of quantum systems: path integral methods, Annual Review of Physical Chemistry, Band 37, 1986, S. 401–424
- mit Michal Borkovec, John E Straub: Classical and modern methods in reaction rate theory, Journal of Chemical Physics, Band 92, 1988, S. 3711–3725
- mit Glenn Martyna, M. E. Tuckerman: Reversible multiple time scale molecular dynamics, Journal of Chemical Physics, Band 97, 1992, S. 1990–2001
- mit Joel Bader: Quantum and classical relaxation rates from classical simulations, Journal of Chemical Physics, Band 100, 1994, S. 8359–8366
- mit Mark E. Tuckerman, Glenn J. Martyna, Michael L. Klein: Efficient molecular dynamics and hybrid Monte Carlo algorithms for path integrals, Journal of Chemical Physics, Band 99, 1993, S. 2796–2808
- mit Steven W Rick, Steven J Stuart: Dynamical fluctuating charge force fields: Application to liquid water, Journal of Chemical Physics, Band 101, 1994, S. 6141–6156
- mit Zhou: Can a continuum solvent model reproduce the free energy landscape of a β-hairpin folding in water?, Proc. Nat. Acad., Band 99, 2002, S. 12777–12782
- mit Ruhong Zhou, Xuhui Huang, Claudio J Margulis: Hydrophobic collapse in multidomain protein folding, Science, Band 305, 2004, S. 1605–1609
- mit Jay Banks u. a.: Integrated modeling program, applied chemical theory (IMPACT), J. Computational Chemistry, Band 26, 2005, S. 1752–1780
- mit Pu Liu, Byungchan Kim, Richard A Friesner: Replica exchange with solute tempering: A method for sampling biological systems in explicit water, Proc. Nat. Acad., Band 102, 2005, S. 13749–13754
- mit Tom Young, Robert Abel, Byungchan Kim, Richard A Friesner: Motifs for molecular recognition exploiting hydrophobic enclosure in protein–ligand binding, Proc. Nat. Acad., Band 104, 2007, S. 808–813
- mit G. D. Harp: Correlation Functions, Advances in Chemical Physics, Band 17, 2009, S. 63